# Цикава (Мокроног–Требелно)
Цикава (словен. Cikava) — поселення в общині Мокроног-Требелно, регіон Південно-Східна Словенія, Словенія.